# دونغ شوان
دونغ شوان (بالصينية: 董璇) هي مغنية وممثلة صينية، ولدت في 5 نوفمبر 1982 في الصين.

## وصلات خارجية
- دونغ شوان على موقع IMDb (الإنجليزية)
- دونغ شوان على موقع قاعدة بيانات الفيلم (الإنجليزية)
- دونغ شوان على موقع كينوبويسك (الروسية)